# Jackeline Rentería
Jackeline Rentería Castillo (Cali, 23 de febrero de 1986) es una luchadora colombiana doble ganadora de la medalla de bronce en dos versiones diferentes de Juegos Olímpicos.

## Biografía

### Juegos Olímpicos
Su primera participación en una olimpíada ocurrió  en las justas de Pekín 2008, avanzó hasta semifinales donde fue derrotada por la representante de China Xu Li en la semifinal, teniendo que disputar el combate del repechaje; allí derrotó en el combate por el tercer lugar a la rumana Ana Paval 5-0 mediante inmovilización para conquistar la medalla de bronce, segunda para Colombia en dicha olimpíada, primera en este deporte y decimoprimera en su historial.
En la olimpiada de Londres 2012, obtiene su segunda medalla de bronce; nuevamente llega a semifinales donde cae ante la canadiense Tonya Verbeek eventual medalla de plata. Se alza con la medalla de bronce tras derrotar a la ucraniana Tetyana Lazareva por 3-1 quien había llegado al repechaje tras perder también con la canadiense Verbeek en los cuartos de final. Se convirtió en la primera mujer deportista colombiana en lograr medalla en dos olimpiadas para Colombia, después de Helmut Bellingrodt quien obtuvo dos medallas de plata en tiro deportivo en Múnich 1972 y Los Ángeles 1984, y antes que lo lograra Mariana Pajón medallista de oro en Río de Janeiro 2016 y Londres 2012, Yury Alvear en Londres 2012 y Río 2016 con platas en judo, y Caterine Ibarguen y Óscar Figueroa quienes ganaron plata en Londres 2012 y oro en Río 2016 en triple salto y levantamiento de pesas categoría de 62 kg, respectivamente.